# حمض الهيبوبروموز
حمض الهيبوبروموز هو حمض ضعيف غير مستقر للبروم صيغته HOBr، وهو يوجد فقط على شكل محلول.

## التحضير
يحضر هذا الحمض من حدوث تفاعل عدم تناسب من انحلال جزيء البروم في الماء:
{\displaystyle {\ce {Br2 + H2O <=> HOBr + HBr}}}
من أجل إزاحة التوازن الكيميائي نحو اليمين يمكن أن يضاف أكسيد الزئبق الثنائي إلى الوسط.
ينتج حمض الهيبوبروموز في الطبيعة بوجود إنزيم بروموبيروكسيداز، والذي يحفز أكسدة البروميد باستخدام بيروكسيد الهيدروجين.

## الخواص
يستحصل هذا الحمض على شكل محلول فقط، ولا يمكن الحصول على شكل صلب منه؛ من جهة أخرى تدعى أملاح هذا الحمض باسم هيبوبروميت، ومن النادر الحصول عليها على شكل مركبات صلبة.
على العموم يميل هذا الحمض إلى التفكك، وذلك إلى حمض الهيدروبروميك وحمض البروميك:
{\displaystyle \mathrm {3\ HBrO\longrightarrow 2\ HBr+HBrO_{3}} }

## الاستخدامات
يمكن أن يستخدم هذا المركب ضمن المؤكسدات والمطهرات.